# Hanggai
Hanggai (杭盖乐队, Hanggayuedui, lit: Grupo Hanggai) es una banda de música folk de Mongolia Interior, procedente de Pekín y que se especializa en fusionar la música tradicional de Mongolia con estilos más modernos, como el Punk Rock, Folk Rock y el Rock Progresivo. Sus canciones incorporan poemas y textos tradicionales, cantados es Mongol y Mandarín.

## Orígenes
La radio NPR afirma que en un país donde predomina el C-Pop en las emisiones tradicionales, Hanggai se abre paso dentro de la industria musical china con su única y distinguible visión de la música popular de Mongolia. Algunos de sus integrantes son mongoles étnicos, mientras que otros son parte de la etnia Han y que se especializan en el estudio de los instrumentos tradicionales de Mongolia. Todos ellos provienen de Mongolia Interior o Pekín.
El término "Hanggai" es en sí mismo una palabra en mongol que se usa para referirse a una idealización del paisaje de la zona, que incluye praderas, ríos, montañas, árboles y cielos azules. La banda se formó cuando su líder Ilchi, cautivado por el sonido del canto gutural y motivado por redescubrir su herencia étnica, viaja hacia Mongolia Interior para aprender dicho arte. Fue allí donde conoce a Hugejiltu y Batubagen. En una entrevista con NPR, Ilchi sostuvo que "la mayoría de nuestra gente se ha alejado de la vieja forma de vida... Tras mudarnos a las grandes ciudades, muchos de nosotros hemos sido sometidos gradualmente a una fuerte invasión cultural por una cultura opresiva. Así que la música tradicional ha perdido completamente su espacio."

## Estilo musical e influencias
El grupo está creando nuevos caminos en la industria de la música china con su moderna y personal interpretación de la música tradicional de Mongolia.
Los integrantes de Hanggai provienen de distintos orígenes musicales. Ilchi por su parte fue alguna vez líder de la banda de Punk T9. En una entrevista con Spinner, Ilchi declaró que entre las diversas influencias musicales del grupo estaban artistas occidentales como Pink Floyd, Radiohead, Rage Against The Machine, Secret Machines, Electralane y Niel Diamond. De hecho, aunque el núcleo de su sonido se basa en instrumentos típicos como el morin juur y el topshur, a menudo la banda incorpora pasajes mucho menos tradicionales.
En cada uno de sus álbumes la banda incorpora un uso intensivo de guitarras eléctricas, secuencias programadas, bajo y banjo, para crear un sonido más consistente y moderno.
Casi la totalidad de sus canciones son adaptaciones de las canciones populares de Mongolia y son cantadas en el idioma mongol utilizando la técnica del canto gutural o difónico, una técnica usada principalmente en Asia Central, donde el intérprete consigue emitir dos tonos al mismo tiempo.

## Cultura y Política
Parte de los objetivos de Hanggai como grupo musical, es ayudar a fortalecer la cultura mongol en China, redescubriendo la identidad cultural de la China moderna: "Él es un mongol étnico que tuvo que volver a aprender el idioma para poder cantar en él, y está cantando sobre una forma de vida en rápida desaparición que jamás ha vivido por sí mismo." Aunque muchas otras de sus canciones, como es el caso de Wuji, retratan la antigua vida pastoral más sencilla con letras como: "Las amadas praderas donde nací... Te cantaré mi alabanza por siempre... Mi querida patria Mongolia... Te cantaré tocando mi banjo", una gran parte del disco se interpone entre sí con el sonido ambiental del tráfico de Pekín, representando la difícil tarea de encontrar la propia herencia étnica de cara a una cultura mayoritaria dominante.
En un artículo en Spinner, al consultarle sobre las complicaciones de que la música de Hanggai fuese catalogada como "China", Ilchi respondió que "la música de Hanggai es música mongol muy tradicional. Algunas de nuestras canciones están influenciadas por la musica de China, porque esas canciones fueron compuestas después de la fundación de la República Popular China en 1949 ¡y nosotros nacimos mucho después de eso!. Estamos influenciados por lo que crecimos escuchando y seguimos buscando nuestras raíces musicales".
El productor Robin Haller agrega que "siempre ha habido una relación muy estrecha y complicada entre la etnia mayoritaria Han y la gente que vive en las zonas fronterizas –tibetanos, uigures musulmanes y, por supuesto, mongoles. Varias dinastías chinas fueron formadas por invasores nómadas desde el norte... Entonces las canciones de Mongolia y la cultura de las praderas son consideradas "chinas" por los espectadores chinos– pero "chinas" en el sentido más amplio del término. Tal vez una mejor analogía sería cómo las canciones Celtas son escuchadas en el Reino Unido. La mayoría de los oyentes angloparlantes las considerarían Británicas, ¡pero son exóticas, bellas y ligeramente peligrosas en una forma que la música inglesa no lo es!".
Hanggai forma parte del documental Beijing Bubbles – Punk and Rock in Chinas Capital, dirigido por George Lindt y Susanne Messmer.
Al interpretar canciones tradicionales de Mongolia y al mismo tiempo incorporar elementos de la música popular, Hanggai está creando un medio a través del cual se puede expresar efectivamente la voz de una generación que anhela reconectarse con sus raíces étnicas frente a una cultura homogénea dominante. Ilchi afirma que "las raíces de la música de Hanggai provienen del mongol tradicional... La música de Hanggai no habla necesariamente de la época de Gengis Kan, pero si refleja la vida y las costumbres de la gente de Mongolia".

## Miembros

### Formación actual
- Batu Bagen (巴图巴根 / Bā tú bā gēn) - canto difónico, morin juur
- Allen (艾倫 / Ài lún) - guitarra, morin juur
- Mengda (蒙大 / Méng dà) - tambores, percusión
- Hu Richa (胡日查 / Hú rì chá) - voz principal
- Niu Xin (钮鑫 / Niǔ xīn) - bajo
- Illich (伊立奇 / Yī lì qí) - voz, topshur

### Miembros anteriores
- Yi La Lata (义拉拉塔 / Yì lā lā tǎ) - voz, guitarra
- Wu Junde (吴俊德 / Wújùndé) - bajo
- Hugue Gillet (呼格吉勒图 / Hū gé jí lēi tú) - morin juur
- Li Zhongtao (李中涛 / Lǐzhōngtāo) - percusión
- Xu Jingchen (徐景峰 / Xújǐngfēng) - guitarra

## Discografía

### Álbumes de estudio
- 2008: Introducing Hanggai (CD, World Music Network / xwx)
- 2010: He Who Travels Far (CD, World Connection)
- 2012: Four Seasons (CD, xwx)
- 2014: Baifang / Back To You (CD, Harlem Recordings / xwx)
- 2015: Horse Of Colors – 花斑马 (CD, T.H. Entertainment, Ltd.)
- 2017: Homeland – 故乡 (CD / LP, T.H. Entertainment, Ltd.)
- 2019: Hanggai Big Band Brass 2019 – 杭蓋與銅管 (CD, xwx)

### Otros lanzamientos no catalogados
- 2007: Mongolian Folk Music (CD, autogestionado)
- 2007: New Mongolian Folk Music – Hanggai Band Live At 2Kolegas (CD, autogestionado)